# فينيكس ميركوري
فينيكس ميركوري (بالإنجليزية: Phoenix Mercury)‏ هو فريق كرة سلة أمريكي للمحترفات، تأسس في سنة 1997 يقع مقره في فينيكس. يلعب في دوري الاتحاد الوطني لكرة السلة النسائية وفاز به ثلاث مرات (2007، 2009، 2014).

## وصلات خارجية
- الموقع الرسمي